# District de Cuddalore
Le district de Cuddalore (tamoul : கடலூர் மாவட்டம், Kadalur mavattam) est un des 32 districts du Tamil Nadu en Inde.

## Géographie
Son chef-lieu est la ville de Cuddalore. Les 2 principales villes du district dépassant les 100 000 habitants sont Cuddalore au sud de Pondichéry et Neyveli.

Au recensement de 2011 sa population était de 2 605 914 habitants pour une superficie de 6 036 km2.